# Giovanni De Vecchi

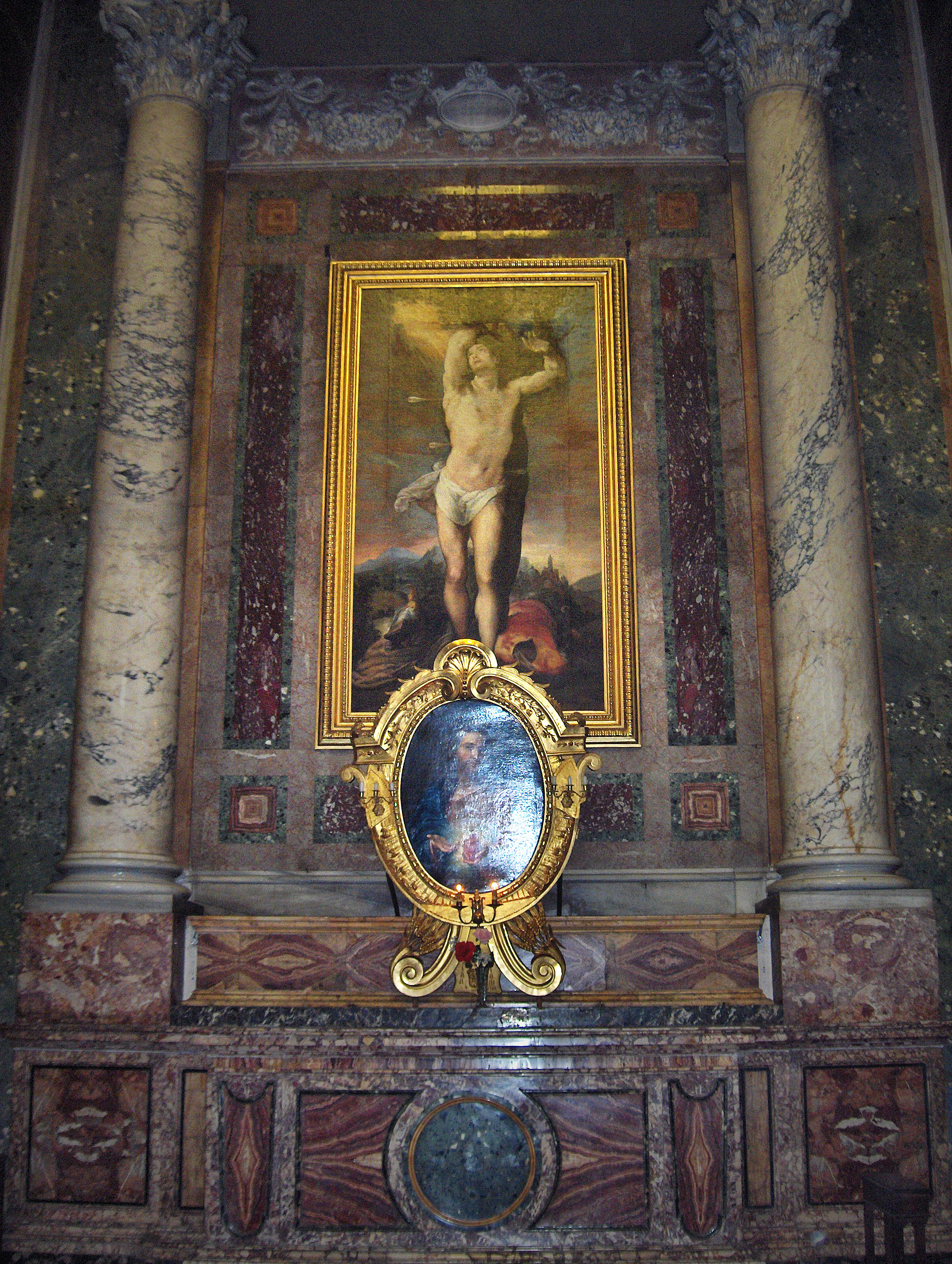
"São Sebastião" (1614); Basílica de Sant'Andrea della Valle, Roma.

Giovanni de Vecchi (Sansepolcro, 1536 – Roma, 1614) foi um pintor italiano durante o renascimento. Nascido provavelmente em Sansepolcro, Giovanni foi aprendizado de Raffaellino del Colle e Taddeo Zuccari, e atendeu à decoração interior da Villa Farnese, uma importante obra do maneirismo. A sua formação artística recebeu também influência de Rosso Fiorentino.
Giovanni executou uma série de obras sobre a vida de São Jerónimo na igreja Santa Maria in Aracoeli, em Roma. Na cúpula de Il Gesù pintou os quatro doutores da igreja (Gregório, Ambrósio, Jerónimo e Agostinho). Os mosaicos para a tribuna da Basílica de São Pedro com São João e São Lucas foram baseados nos seus desenhos. Ele também contribuiu com afrescos Oratório do Santíssimo Crocifisso.